# Ernest Charton

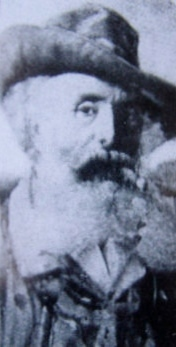
Zelfportret

Ernest Marc Jules Charton Thiessen de Treville, beter bekend als Ernest Charton (Sens, 22 maart 1816 - Buenos Aires, 7 december 1877), was een Franse schilder, beroemd om zijn pastelportretten en genrestukken in de realistische stijl. Het grootste deel van zijn artistieke loopbaan bracht hij door in Zuid-Amerika, met name in Argentinië, Chili en Ecuador, waar hij ook bekend is onder de naam Ernesto Charton. Weinig bekend in Frankrijk, is hij beroemd in Latijns-Amerika.
Charton, die aan de Académie des beaux-arts in Parijs studeerde, kwam in 1843 op 27-jarige leeftijd naar Chili met zijn vrouw Isabel Lagremoire en hun drie kinderen, Maria, Julio en Margarita.
Hij vestigde zich eerst in Valparaíso, maar in 1848 verhuisde hij naar Santiago, waar hij een atelier opende naast dat van Raymond Monvoisin, een andere Franse pionier van de Chileense schilderkunst en ook een van de reizende kunstenaars, net als de aquarellist Carlos Wood in die tijd. Als broer van Edouard Charton, redacteur van het Parijse tijdschrift Le Tour du Monde, was Ernest een typisch 19e-eeuws avontuurlijk kunstenaar op zoek naar de meest exotische uitingen van de onontdekte natuur, in dit opzicht de drijfveer volgend van veel Europese schilders uit die tijd.  Veel van zijn Amerikaanse ervaringen kwamen aan bod in L'llustration, een tijdschrift dat ook door zijn broer werd geleid en waarvoor hij correspondent was. Hij stuurde niet alleen kronieken maar ook tekeningen, zoals van de straten van Valparaíso vóór het bombardement en van de aanval van de Spaanse vloot in de nacht van 31 maart 1866 (gepubliceerd in het nummer van 26 mei van dat jaar); later stuurde hij ook een tekening van het bombardement van Callao, die werd opgetekend door Louis Le Breton en gepubliceerd op 23 juni 1866.
Verleid door de Californische goldrush, scheepte hij zich op 25 oktober 1848 in op de schoener Rosa Segunda, die twee weken later de Galapagoseilanden bereikte om water in te slaan; toen de meeste passagiers aan land waren, liet het schip hen aan hun lot over. De schilder verloor, net als zijn metgezellen, alles, inclusief zijn werken. Zij werden gered door de schoener Dos Hermanos, die uit Ecuador kwam om enkele gevangenen op te pikken en anderen achter te laten; de kapitein stemde erin toe hen naar Guayaquil te brengen, waar zij in maart 1849 aankwamen, nadat zij er schriftelijk mee hadden ingestemd hem één ons goud per persoon te betalen.  Hij vertelde wat er gebeurde tijdens zijn verblijf op dat eiland in het boek Robo de un navío en el océano Pacífico (Diefstal van een schip in de Stille Oceaan). De Chileense journalist Enrique Bunster, die in de bibliotheek van het Museo del Carmen de Maipú de beschikking had over het Franse origineel van het boekje, schreef een kroniek onder de titel La desgracia de Charton en las Islas Galápagos, waarin hij de tegenspoed van de Fransman samenvatte.
Charton, die in 1862 naar Ecuador terugkeerde, slaagde erin zich in Quito te vestigen met de hulp van de Franse consul. Hij doceerde tekenen en schilderen aan de Universiteit van Quito en gaf ook leiding aan de Miguel de Santiago School voor Schilderkunst, de directe voorloper van de School voor Schone Kunsten in dat land. Het resultaat van zijn verblijf in Ecuador was een album met 48 aquarellen van plaatselijke gebruiken en gewoonten.
Hij keerde terug naar Frankrijk, maar in 1855 keerde hij met zijn gezin terug naar Chili; hij werd beroemd als portretschilder, landschapsschilder en leraar. In deze laatste hoedanigheid had hij een beroemde controverse met de eerste directeur van de Schilderacademie van Santiago. Uit advertenties die dat jaar in El Mercurio werden gepubliceerd, weten we dat hij de kost verdiende met het maken van olieverfportretten en het geven van teken- en schilderlessen; ook verkocht hij instrumenten en producten voor het schilderen en tekenen in zijn atelier, dat gevestigd was in de Calle de la Planchada 30 in de Chileense hoofdstad.
In 1870 vertrok hij van Chili naar Argentinië, waarbij hij het Andesgebergte overstak. Deze ervaring gaf het jaar daarop aanleiding tot zijn grote olieverfschilderij Vista de la cordillera de los Andes (115x197cm), dat zich thans bevindt in het Museo Nacional de Bellas Artes (MNBABA) in Buenos Aires, de stad waar hij tot aan zijn dood woonde.  Hij schilderde portretten al plakken, waaronder die van Nicolás Avellaneda, Domingo Faustino Sarmiento, Bernardino Rivadavia, Manuel Belgrano, Juan María Gutiérrez (1872) en Esteban Echeverría (1874), die zich in de Faculteit der Filosofie en Letteren van de Universiteit van Buenos Aires bevindt. 
Hij reisde door het binnenland: hij maakte reizen naar La Rioja en Córdoba; in 1876 bezocht hij Tucumán en Salta, waar hij portretten maakte van traditionele families. Van 1874 tot aan zijn dood - volgens de legende stierf hij door vergiftiging door een geminachte bewonderaar - bekleedde hij de leerstoel van tekenleraar aan het Colegio Nacional in Buenos Aires; het MNBABA herbergt ook De wake van de kleine engel; het jaar na zijn dood werden zijn schilderijen La trilla, Las cascada en La Alameda de Santiago geveild.
Als fotograaf gebruikte hij snapshots als basis voor zijn schilderijen, waarop hij typische klederdrachten, gebruiken en festivals afbeeldde, die hij vervolgens overzette op doek.

Portretten
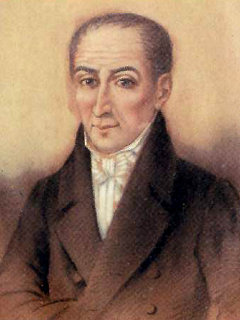
Juan José Paso
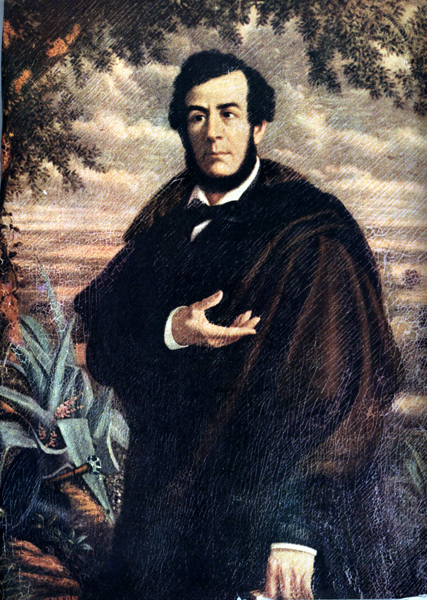
Esteban Echeverría
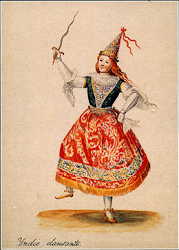
Dansende Indiaan
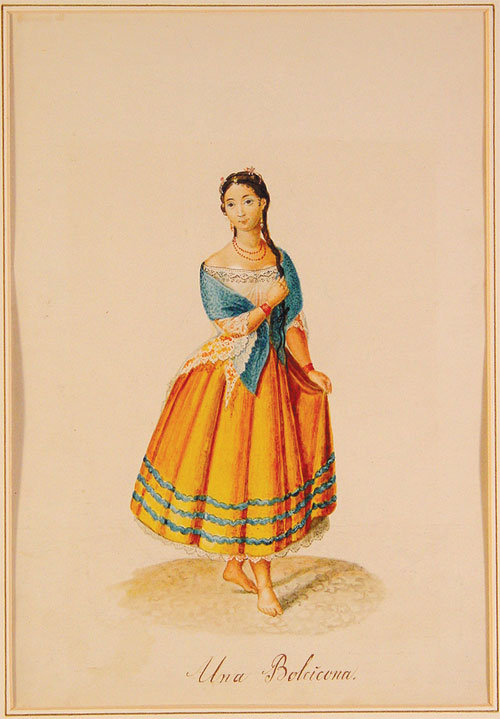
Bolsicona o llapanga quiteña

Chili
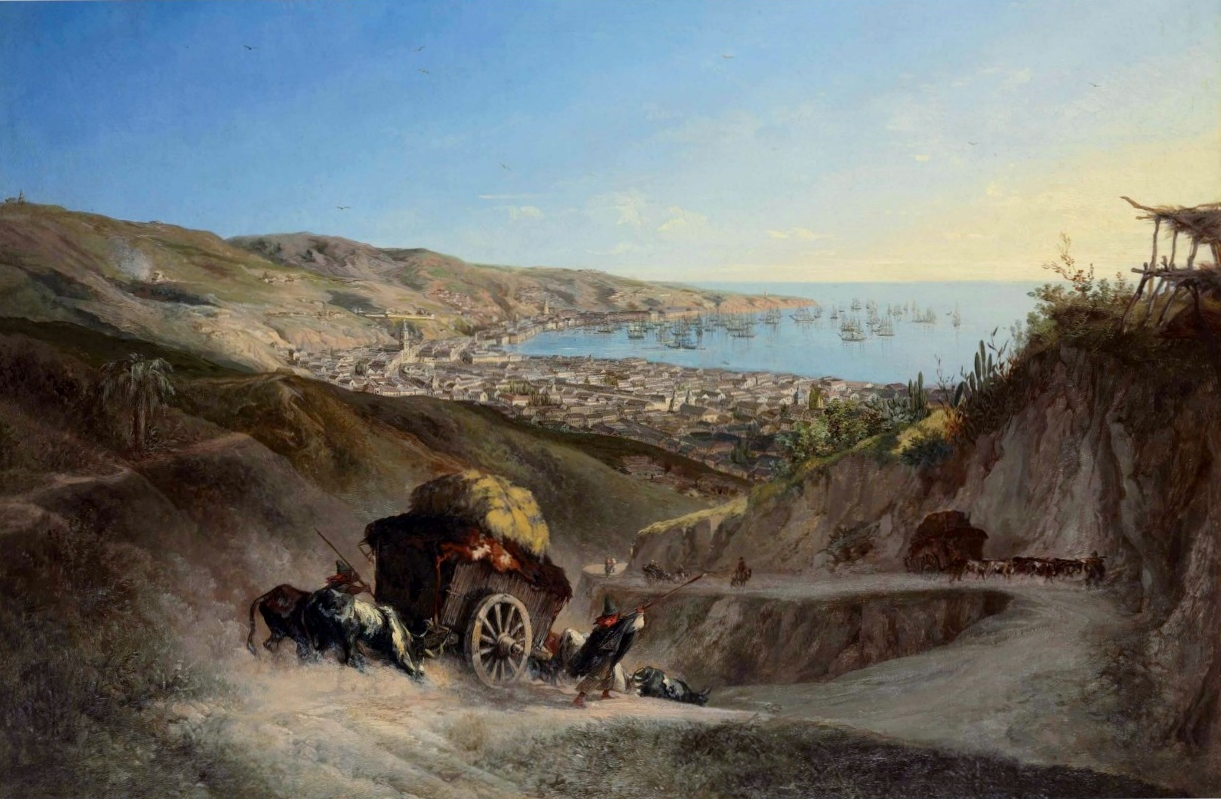
Utizicht op Valparaíso
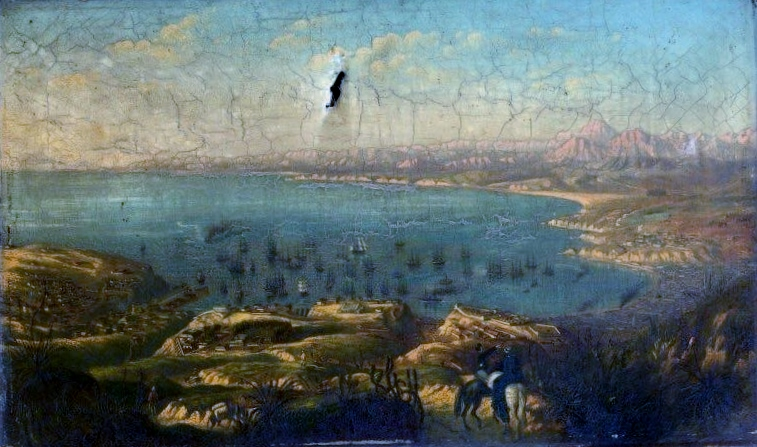
Uitzicht op een baai in Zuid-Amerika
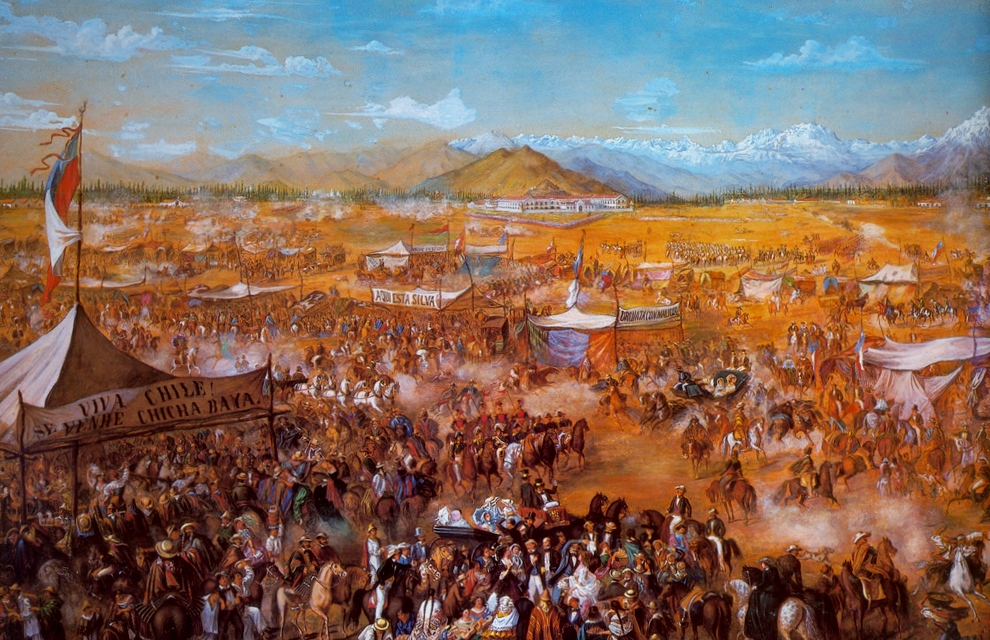
18 september op het Campo de Marte

Ecuador
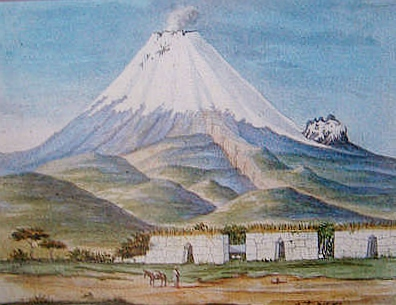
Cotopaxi
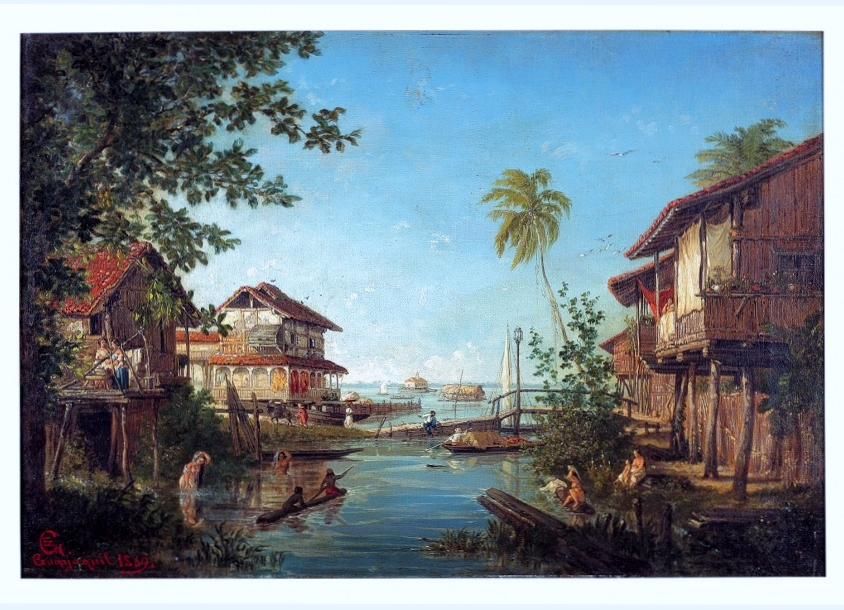
De rivier van Guayaquil
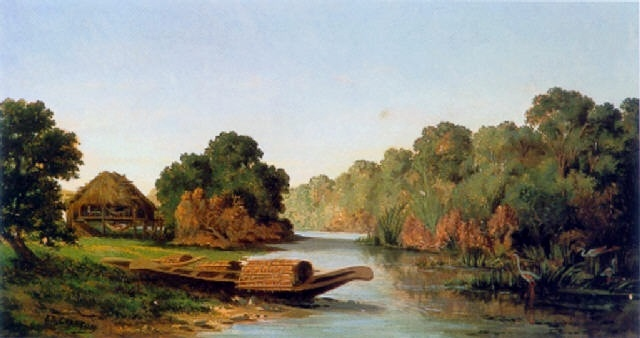
De rivier van Guayaquil

- Biblioteca Nacional de Chile: 000835930
- Gemeinsame Normdatei: 1049745973
- International Standard Name Identifier: 0000 0004 4888 7763
- PIC: 377514
- RKD-Nederlands Instituut voor Kunstgeschiedenis: 236810
- Union List of Artist Names: 500118308
- Virtual International Authority File: 96558278